# Dekanat wągrowiecki
Dekanat wągrowiecki – jeden z 30 dekanatów archidiecezji gnieźnieńskiej, składający się z 9 parafii.

## Parafie dekanatu wągrowieckiego
- Parafia św. Katarzyny Aleksandryjskiej w Grylewie
- Parafia św. Andrzeja Boboli w Kamienicy
- Parafia św. Apostołów Piotra i Pawła w Łeknie
- Parafia św. Mikołaja w Tarnowie Pałuckim
- Parafia św. Jakuba Apostoła w Wągrowcu
- Parafia bł. Michała Kozala BM w Wągrowcu
- Parafia Wniebowzięcia Najświętszej Maryi Panny w Wągrowcu
- Parafia św. Wojciecha w Wągrowcu
- Parafia św. Marcina w Żoniu